# Henri Poincaré (BEM)
Pour les articles homonymes, voir Poincaré.
Le Henri Poincaré était un bâtiment d'essais et de mesures (BEM) de la Marine nationale française. Sa mission principale est l'observation des essais en vol des missiles balistiques ou tactiques. Nommé en l'honneur du mathématicien français Henri Poincaré, il fut le premier navire de cette catégorie en service en France.

## Histoire
Construit par les Cantieri Riuniti dell'Adriatico, à Monfalcone (Italie) pour la marine marchande italienne, ce pétrolier est lancé en octobre 1960 sous le nom de Maina Morasso. 
Acheté par le gouvernement français, il arrive à sa nouvelle base de l'arsenal de Brest le 2 octobre 1964, pour y être transformé en « bâtiment réceptacle ». Après des travaux de conversion menés entre 1964 et 1967, il est admis au service actif le 1er mars 1968 et devient le bâtiment de commandement du Groupe Naval d'Essais et de Mesures (Groupe « M »), groupe rattaché directement au chef d'état major de la Marine. Une décision du 22 septembre 1972 redésigne le Henri Poincaré « Bâtiment d'Essais et de Mesures » (BEM). Le bâtiment sera modernisé en 1978-80 en vue des essais du missile M4. 
De 1968 à 1991, le BEM joua un rôle essentiel dans les essais en vol de mise au point des premières générations de missiles balistiques français MSBS (M1, M2, M20, M4, M45) et SSBS (S2 et S3) et de missiles pré-stratégiques (Pluton puis ASMP et Hades), mais aussi à de nombreux essais en vol à des fins d'études (fusées-sondes, etc.) pour les études amont liées au développement des technologies de corps de rentrée et de leurres.
Il participa à plus de 150 essais en vol et aura parcouru durant sa carrière 525 000 milles nautiques. 
Il a été désarmé par la Marine nationale en 1991 ; sa coque fut vendue le 7 octobre 1993 à la Cie Damet Marine de Rotterdam. Il quitta Brest le 16 novembre 1993 pour être démoli à Bombay (Inde). Le BEM Monge l'a remplacé dans sa mission à la fin de 1992.

## Missions
Sa mission principale consistait à se placer au large en mer pour observer avec ses capteurs les essais en vol des missiles à longue portée tirés depuis le centre d'essais des Landes de Biscarrosse.
Il est armé par un équipage mixte de la Marine nationale et de la direction générale de l'Armement (ingénieurs militaires et personnels civils).
En pratique :
- les tirs d’essai des missiles balistiques MSBS étaient effectués 
  - soit depuis un sous-marin en plongée au large de Quimper (ou de Biscarrosse pour le sous-marin expérimental Gymnote),
  - soit depuis un pas de tir à terre sur le site de Biscarrosse du centre d'essais des Landes.
- deux axes de lancement sont utilisés depuis le golfe de Gascogne : l’un vers l'ouest, au large des États-Unis ; l’autre vers le sud-ouest en direction de la Guyane et du Brésil situé à plus de 6 000 km, (dans ce cas, le missile est tiré par un sous-marin positionné au sud de la pointe Bretagne).
- avant chaque tir, le BEM se positionne dans une zone « réceptacle » à seulement quelques dizaines de kilomètres des « cibles » (points virtuels en mer) visées où les têtes impacteront la mer après quinze à vingt minutes de vol. C'est ce qui lui vaut le qualificatif de « bâtiment réceptacle ».
- du fait de la rotondité de la Terre et de sa proximité des points d'impact, il est le seul à pouvoir observer le dernier tiers de la trajectoire des têtes (corps de rentrée non armés) et en particulier leur rentrée dans l'atmosphère jusqu'à l'impact.

## Équipements du bâtiment
En 1990, le bâtiment était équipé de :
- Capteurs de poursuite et observation de missiles
  - 2 radars Thomson CSF « Gascogne » de trajectographie en bande C (installés en 1980, 4 m de diamètre) (1 puis 2 « Béarn » initialement)
  - 1 radar Thomson CSF « Savoie » d'analyse SER en bande P (installé en 1974, 8 m de diamètre)
  - 1 radar expérimental bistatique ONERA « Stratus » d'analyse SER en bande L (installé en 1990, 2 antennes de 5 m de diamètre)
  - 4 antennes de réception de télémesures « Antares » en bande I
  - 1 lidar (pour sondages atmosphériques à très haute altitude)
  - système ARCAS (tir de fusées sonde de mesures aérologiques)
- Systèmes de communications
  - SYRACUSE
  - Inmarsat
  - transmission phonie et données HF
- Systèmes de navigation et de positionnement
  - Centrale inertielle Sagem MINICIN,
  - Transit,
  - GPS code P,
  - LORAN,
  - 1 horloge atomique
  - théodolite de visée astrale
- Radars de surveillance :
  - 1 radar de veille aérienne DRBV-22 D
  - 1 TACAN
  - 1 radar de veille surface DECCA RM 1226
- Armement et aéronefs
  - 2 canons de 20 mm
  - 1 plate-forme hélico et 2 hangars aviation
  - peut embarquer jusqu'à 2 Super Frelon ou 4 Alouette III

## Quelques spécificités du navire
- l'amiral Philippe de Gaulle (fils du Général) fut de 1974 à 1976 le commandant du Groupe naval d'essais et de mesures, dont le BEM était le navire amiral.
- Historiquement, la France avait également installé une station à terre d'observation radar et télémesure sur l'île de Flores dans l'archipel portugais des Açores, station qui fut fermée en 1994.
- Le BEM effectuait très souvent, lors de ses missions balistiques, une escale technique aux Açores ou à Madère sur le chemin et au retour de la zone réceptacle.